# Ring (Ząbkowice Śląskie)

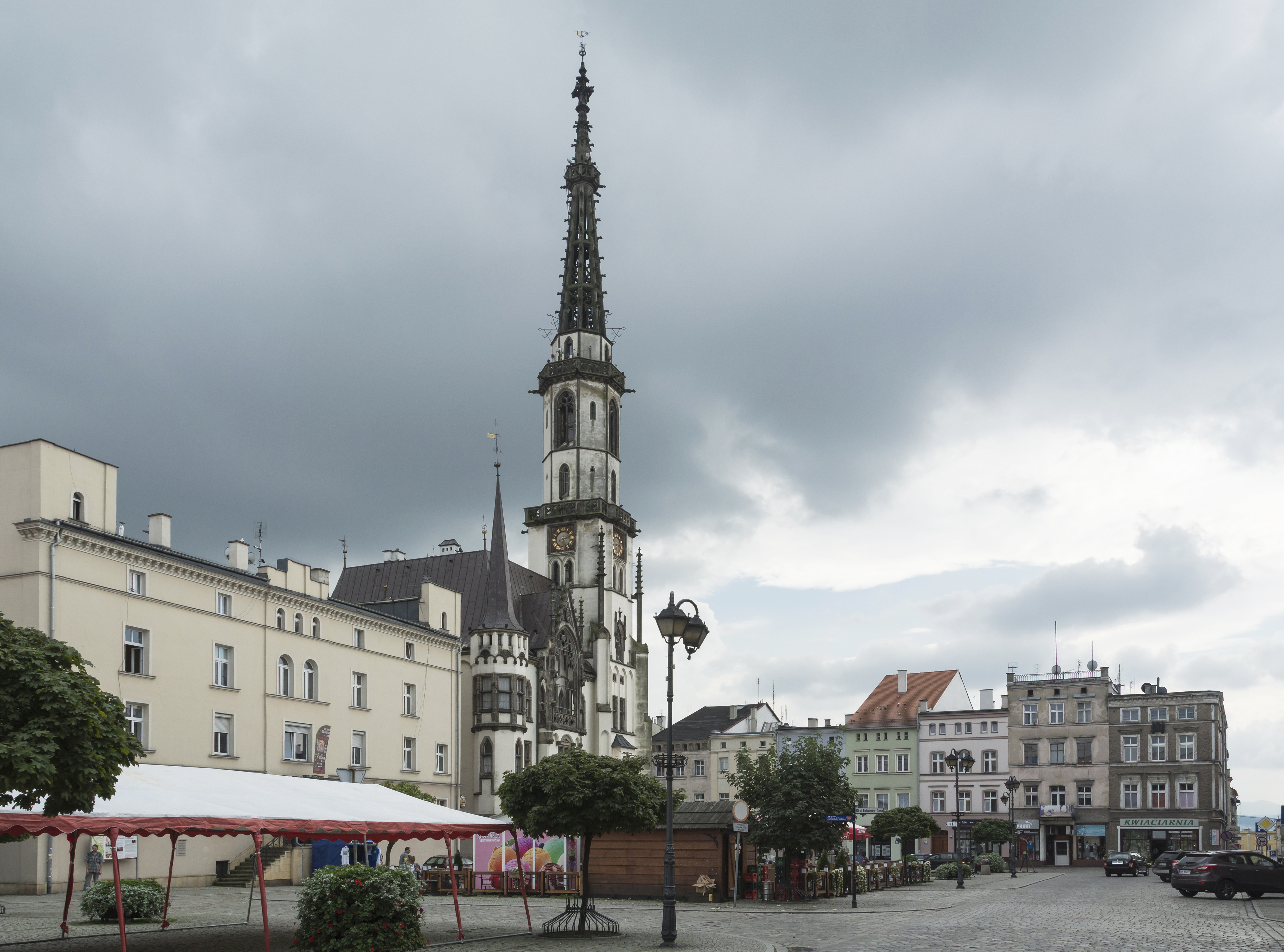
Ring Südseite mit Rathaus

Panorama der Nordostecke

Der Ring (polnisch Rynek) ist ein mittelalterlicher Marktplatz in Ząbkowice Śląskie (dt. Frankenstein), welcher den Kern der Innenstadt bildet. Der Ring hat die Gestalt eines Rechtecks mit den Maßen 130 m mal 90 m. Die um den Ring angeordneten Bürgerhäuser stammen größtenteils aus der zweiten Hälfte des 19. Jahrhunderts und aus den 1970er Jahren.

## Lage
Der Ring bildet ein städtebauliches Ensemble mit den hier einmündenden Straßen in der Altstadt. Der Platz bildet das Zentrum der Stadt Ząbkowice Śląskie. Die Mitte des Platzes bildet ein Innenkern aus Bürgerhäusern und dem neogotischen Frankensteiner Rathaus.
Am Ring münden insgesamt zehn Straßen ein: ul. Aliantów, ul. Tadeusza Kościuszki (bis 1945 Breslauer Straße), ul. Grunwaldzka (Klosterstraße), ul. Konopnickiej Marii, ul. Ziębicka (Münsterbergerstraße), ul. Reymonta, ul. Dolnośląska (Niederstraße), ul. Armii Krajowej, ul. św. Wojciecha (Kirchstraße) und ul. Bohaterów Getta (Silberberger Vorstadt).

## Geschichte

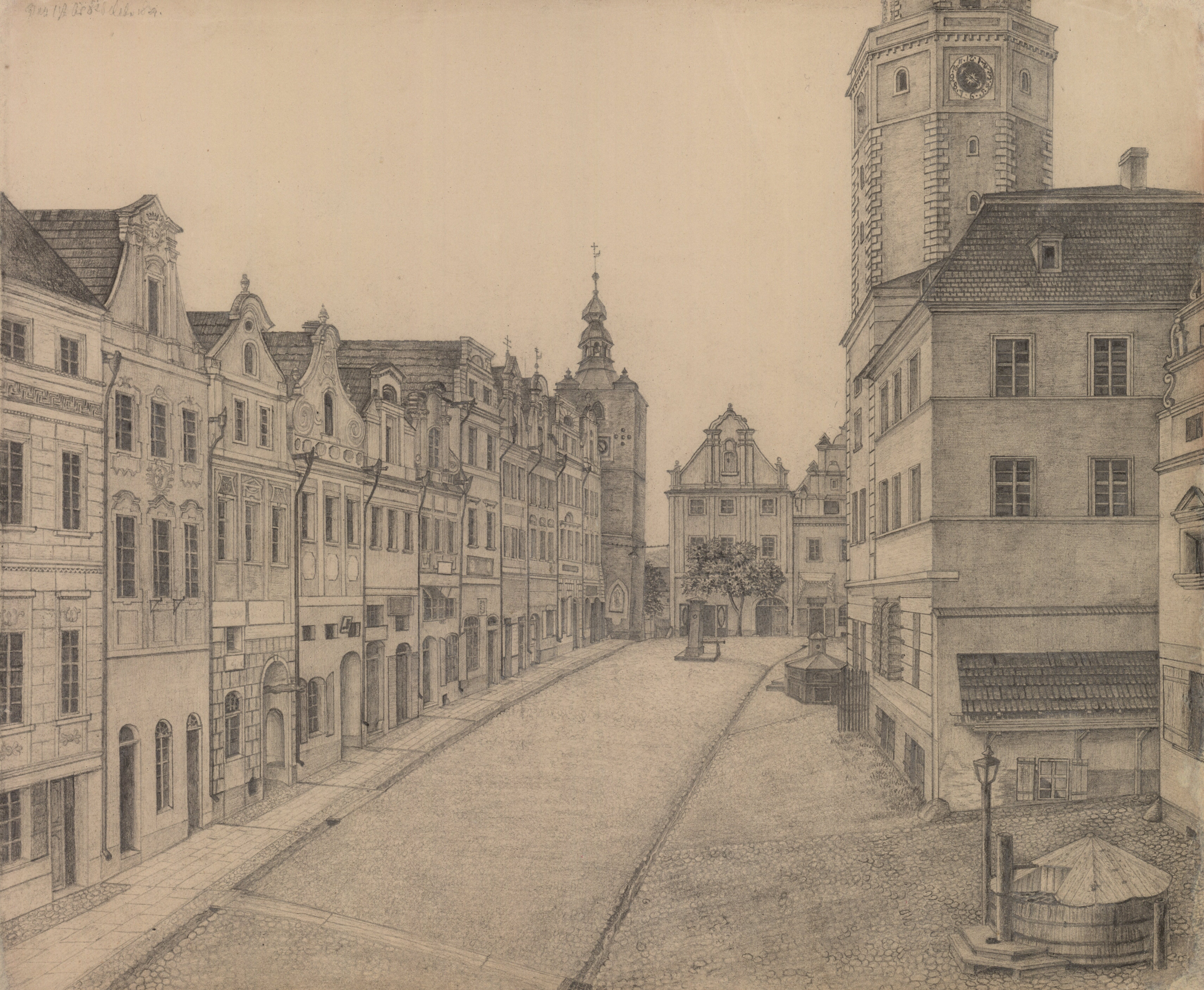
Ring vor dem Stadtbrand 1858

Der Ring entstand mit Gründung der Stadt in der Mitte des 13. Jahrhunderts. Der Platz entstand an der Kreuzung wichtiger Handelsrouten, darunter der Handelsweg von Breslau nach Böhmen sowie von Neisse nach Hirschberg. Ein Rathausbau wurde am 1. September 1345 erstmals am Ring erwähnt. Der Bau wurde 1428 bei den Hussitenkriegen zerstört und später wieder aufgebaut.
Beim großen Stadtbrand am 24. April 1858 wurde der Großteil der Ringbebauung inklusive des Rathauses zerstört. Lediglich die Nordseite blieb bestehen. Nach dem Brand wurden die Häuser im Stil des Historismus wieder aufgebaut. Das Rathaus entstand zwischen 1862 und 1865 im Stil der Neogotik nach einem Entwurf des Breslauer Architekten Alexis Langer.
Im Zweiten Weltkrieg blieben die Bebauungen entlang des Rings weitestgehend unzerstört. Durch fehlende Renovierungen in den folgenden Jahrzehnten kam es zum teilweisen Verfall der historischen Bausubstanz. Die während des großen Stadtbrandes stehengebliebene Nordfront des Rings wurde Ende der 1960er Jahre abgerissen. Zwischen 1970 und 1974 entstand hier ein schlichtes Wohn- und Geschäftshaus im Stil der sozialistischen Moderne.
Der Großteil der Ringbebauung wurde 1996 unter Denkmalschutz gestellt. Das Rathaus steht bereits seit 1958 unter Denkmalschutz. 2009 wurde der Ring umgestaltet und erhielt eine neue Brunnenanlage.

## Bauwerke

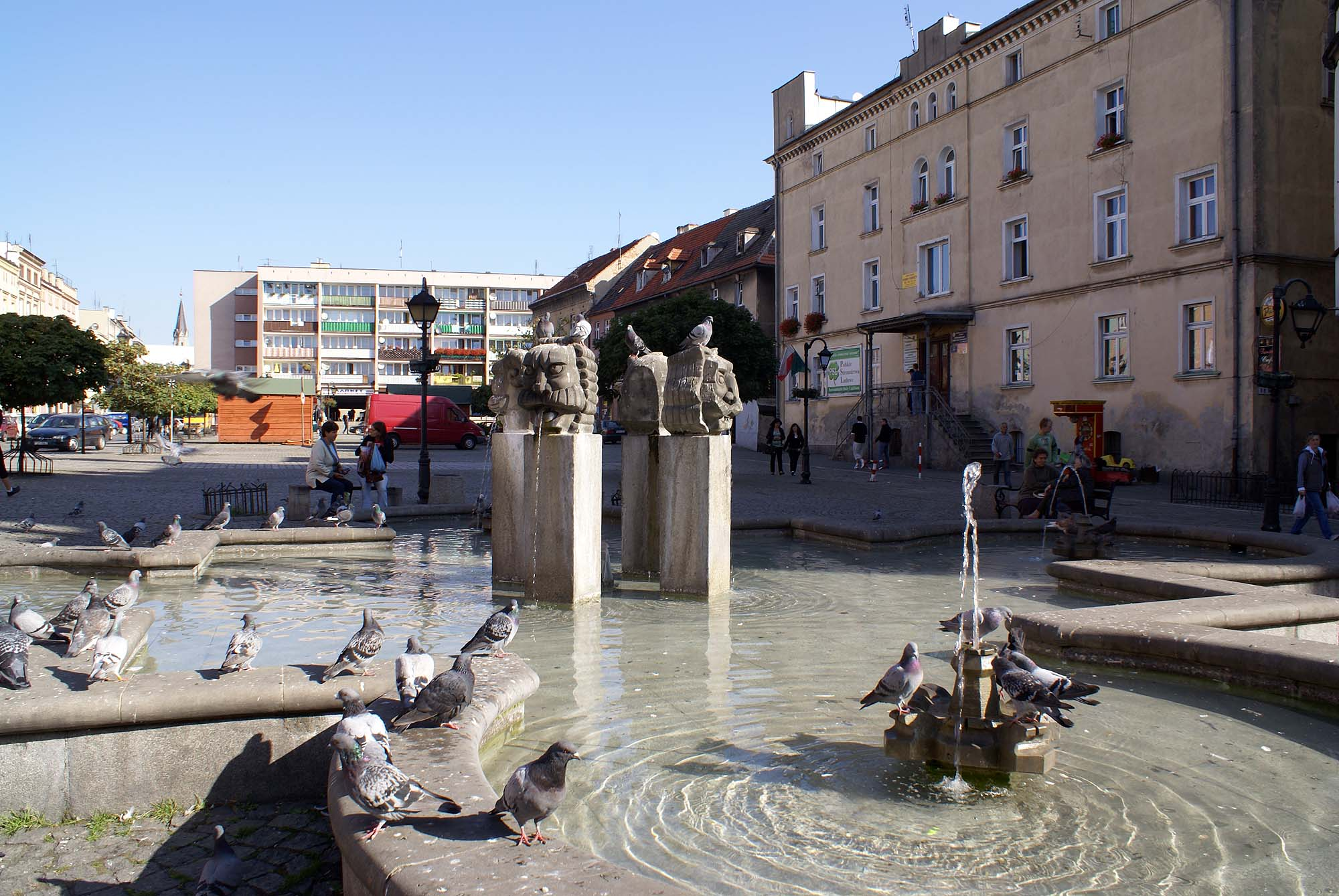
Brunnenanlage mit Nordseite im Hintergrund

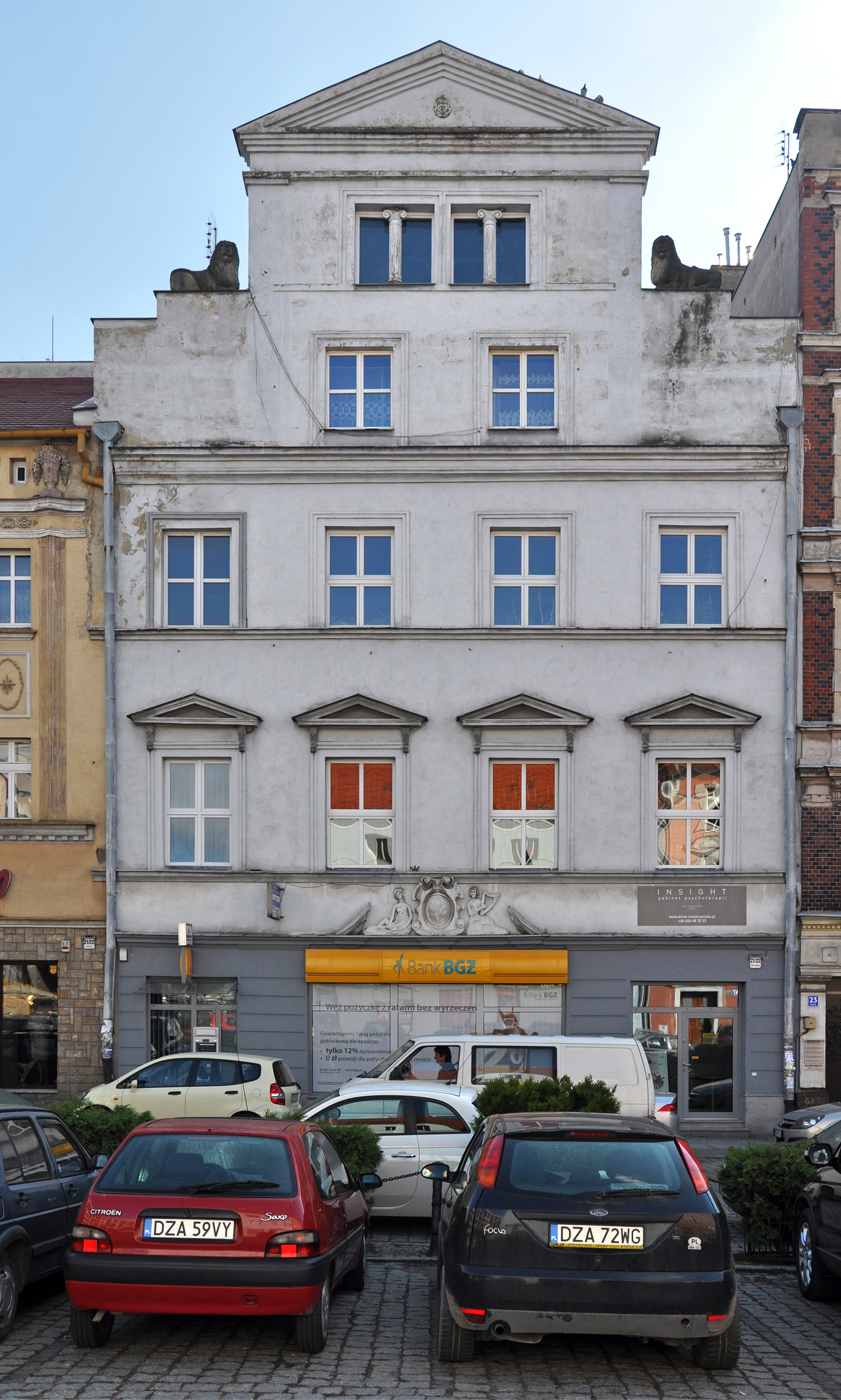
Ständehaus

### Rathaus
Das neogotische Rathaus auf dem Ring wurde zwischen 1862 und 1865 errichtet. An der Südwestecke befindet sich der 72 m hohe Rathausturm, welcher die Stadtsilhouette dominiert.

### Kronenapotheke
Die Kronenapotheke (poln. Apteka Pod Koroną), Ring Nr. 3, liegt an der Westseite des Rings. Das barocke Wohn- und Geschäftshaus entstand um 1860. Im Keller befinden sich Gewölbe aus dem 17. Jahrhundert. Das Gebäude steht seit 1996 unter Denkmalschutz. Das Gebäude wird weiterhin durch eine Apotheke genutzt.

### Ständehaus
Das ehemalige Ständehaus (poln. Dom Stanów Ziemskich), Haus Nr. 22, besitzt eine barocke Fassade. Vor 1945 bestand im Gebäude eine Fischhalle. Das Gebäude steht seit 1996 unter Denkmalschutz.

### Wohn- und Geschäftshaus Nr. 12–20
Das fünfgeschossige Wohn- und Geschäftshaus Nr. 12–20 nimmt die gesamte Nordseite des Rings ein. Es entstand zwischen 1970 und 1974 im Stil der sozialistischen Moderne. Die historische Bebauung wurde Ende der 1960er abgerissen.